# François Puaux (teolog)
Noé Antoine François Puaux, född den 24 december 1806 i Vallon-Pont-d'Arc, departementet Ardèche, död den 20 februari 1895 i Paris, var en fransk reformert teolog. Han var far till Frank Puaux.
Puaux var verksam som församlingspräst. Han var författare till bland annat en Histoire de la reformation française (7 band, 1857–1864), som vann spridning i Frankrikes kyrkor och bidrog till att ge ny styrka åt protestantismen.